# Ermengarda II d'Alvernia
Ermengarda II d'Alvernia in francese Ermengarde II d'Auvergn (... – dopo il 21 luglio 883) fu  contessa d'Alvernia, e di Provenza e marchesa di Settimania e d'Aquitania.

## Origine
Ermengarda, figlia di Bernardo I d'Alvernia e Liutgarda, aveva sposato il futuro conte d'Alvernia, Bernardo II, detto Piede di Velluto(Uzès 22 marzo 841- 886), come risulta da due documenti, uno del carteggio dell'abbazia Saint-Julien de Brioude per una donazione all'abbazia stessa, ed uno, del luglio 883, per una donazione all'abbazia di Conques.Presunta nipote di Guerino di Provenza e Guerino I d'Alvernia.

## Biografia

Stemma Aquitania

Ermengarda aveva sposato Bernardo, figlia del conte Bernardo I d'Alvernia († 868) e di Liutgarda, come risulta da alcuni documenti, sopra citati, relativi ad alcune donazioni fatte alle abbazie di Brioude e di Conques e da una donazione fatta, nel 916, dal figlio primogenito, Guglielmo alla chiesa della Ss. Trinità in memoria dei genitori, Bernardo ed Ermengarda.
Secondo gli Annales Bertiniani, suo marito Bernardo nell'868 era ancora marchese di Gotia o Settimania
Bernardo, che ambiva alla contea d'Alvernia, in quanto la moglie, Ermengarda, era la figlia del conte, Bernardo I d'Alvernia, la ottenne, nell'872, dopo aver spodestato il conte, Gerardo II.
Gli Annales Bertiniani citano Bernardo come conte di Alvernia (Bernardum Arvernicum comitem).
Da un documento presente nel carteggio dell'abbazia di Conques in Rouergue si ha notizia che il conte Bernardo con la moglie, Ermengarda, nell'882) fece una donazione di una proprietà all'abbazia di  Conques e, secondo l'Histoire Générale de Languedoc (volume II), ne fece un'altra l'anno successivo.
Nell'885 l'imperatore Carlo il Grosso, ora anche re d'Aquitania e di Provenza gli concesse il titolo di marchesi d'Aquitania.
Ermengarda morì dopo il 21 luglio 883 suo marito Bernardo nell'886, come risulta dal mortuario della chiesa principale di Lione, lasciando al figlio Guglielmo il Pio il titolo della contea d'Alvernia, mentre la contea di Tolosa ritornò alla famiglia Rouergue, dopo la morte di Guerino di Tolosa.

## Figli
Da Ermengarda, Bernardo ebbe quattro figli:
- Guglielmo il Pio od il Vecchio (ca.860-918), conte d'Alvernia, marchese di Settimania e duca d'Aquitania.
- Guerino di Tolosa († prima idel 918), citato in due documenti in cui si accenna a donazioni fatte dal nipote, Alfredo, nell'ottobre 927, anche in sua memoria[4]
- Ava(† prima idel 913), citata come badessa in una donazione del fratello Guglielmo, nell'893, in un documento presente nel carteggio dell'abbazia di Cluny [4]
- Adelaide o Adalinda, che, secondo l'Histoire Générale de Languedoc (volume II), sposò il conte Alfredo I di Carcassonne (930/940 - † 906), entrambi citati in due documenti in cui si accenna alle donazioni fatte dal figlio, Alfredo, nell'ottobre 927, anche in loro memoria[4]. Adelaide e Alfredo ebbero tre figli[4]:
  - Guglielmo II il Giovane duca d'Aquitania e conte d'Alvernia
  - Alfredo duca d'Aquitania e conte d'Alvernia
  - Bernardo, conte d'Alvernia

### Fonti primarie
- (LA)  Monumenta Germanica Historica, tomus primus.
- (LA)  Le manuel de Dhuoda.
- (LA)  Annales Bertiniani.

### Letteratura storiografica
- René Poupardin, I regni carolingi (840-918), in «Storia del mondo medievale», vol. II, 1999, pp. 583–635
- (FR)  Claude Devic e Joseph Vaissette, Histoire générale de Languedoc Google Books Vol. 1 (1840), Vol. 2 (1840), Vol. 3 (1841), Vol. 4 (1749), Vol. 5 (1842), Vol. 6 (1843), Vol. 7 (1843), Vol. 8 (1844), Vol. 9 (1845)